# Himno del Girona Fútbol Club
El himno oficial del Girona FC. Fue estrenado el 6 de noviembre de 2010 en el Estadio municipal de Montilivi. 
La letra y la música, fue escrita y compuesta por Josep Thió
 miembro de Sopa de Cabra. La versión oficial es interpretada por el conjunto The Gruixut's, está íntegramente escrito en lengua catalana y sustituye a la sardana "Girona m'enamora", que el club utilizaba como antiguo himno.
El himno suena en las instalaciones del Girona FC cada vez que los equipos del club disputan un partido, poco antes del inicio del encuentro, y en el momento en que los jugadores saltan al terreno de juego. También suele sonar con motivos festivos y coreado por los aficionados para animar al equipo y festejar las victorias.

## Letra
La letra hace referencia al carácter abierto e integrador del club, con la intención de no diferenciar la procedencia geográfica de los seguidores donde lo que realmente importa es apoyar al equipo y lograr la unión por la fuerza albirroja. 